# 女と男のいる舗道
『女と男のいる舗道』（おんなとおとこのいるほどう、仏語 Vivre sa vie: Film en douze tableaux、「自分の人生を生きる、12のタブローに描かれた映画」の意）は、1962年（昭和37年）製作・公開、ジャン＝リュック・ゴダール監督によるフランスの長篇劇映画である。

## 概要
ゴダールの長篇劇映画第4作である。『女は女である』（1961年）についでアンナ・カリーナが出演したゴダール作品の第3作、カリーナとの結婚後第2作である。マルセル・サコット判事が上梓した『売春婦のいる場所』（1959年）の記述をヒントに、ゴダールがオリジナル脚本を執筆した。エドガー・アラン・ポーの短篇小説『楕円形の肖像』（1842年）も織り込まれている。

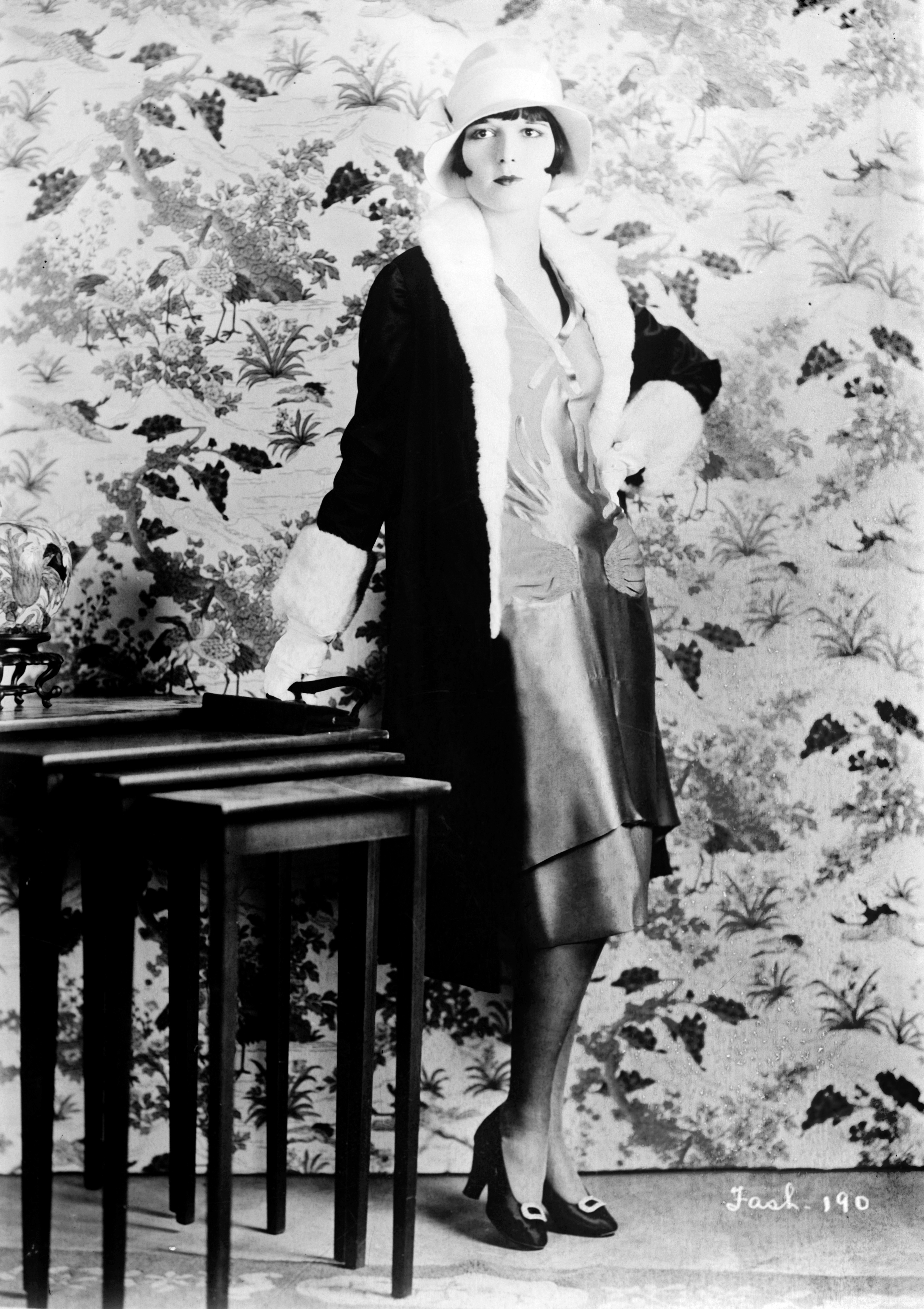
ルイーズ・ブルックスの立ち姿。

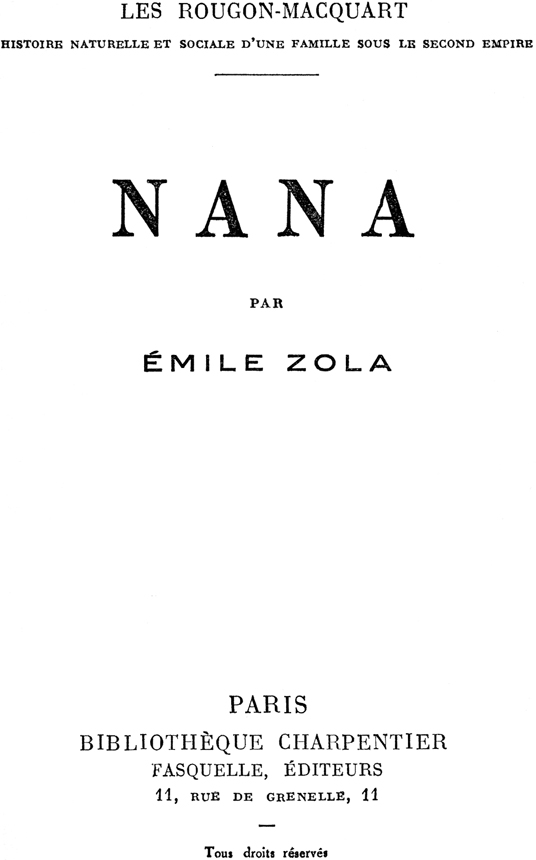
エミール・ゾラ『ナナ』初版、1880年

カリーナの役名は「ナナ・クランフランケンハイム」、姓は当時アルザス地域圏バ＝ラン県にあった片田舎の村の名称、名は、エミール・ゾラの小説『ナナ』（1880年）の主人公と同じである。ナナの髪型は、ゲオルク・ヴィルヘルム・パープスト監督の『パンドラの箱』（1929年）に登場するルイーズ・ブルックス（en:File:Louise Brooks in Pandora's Box.jpg）を模したショートボブであり、本作の暴力的なアンチハッピーエンディングも、同作の影響下にある。ジャン・ドゥーシェは、溝口健二監督の遺作『赤線地帯』（1955年）の影響なしには本作は存在しないと指摘する。ラストショットのロケ地はパリ13区エスキロル街17番地、レストラン・デ・ステュディオ前である。
ナナは第1タブローで別れた夫ポールと近況を交換するが、ポールを演じるのは、ゴダールとは、互いが『カイエ・デュ・シネマ』誌での批評家時代からの盟友でドキュメンタリー映画の監督アンドレ・S・ラバルトである。ラバルトは、ゴダールの『勝手にしやがれ』、『子どもたちはロシア風に遊ぶ』（1993年）、『JLG/自画像』（1995年）にも出演している。ナナがほのかに恋をする若い男を演じるペテ・カソヴィッツは、ブダペスト出身のユダヤ人でドキュメンタリー映画の監督である。『憎しみ』（1995年）の監督マチュー・カソヴィッツの父で、同作にも出演している。ただし、ポーの『楕円形の肖像』を読み上げる声は、ゴダール本人が吹き替えている。ルイジを演じるエリック・シュランベルジェも、ヌーヴェルヴァーグの映画作家たちと同世代のスイスの映画監督である。ジュークボックスの前にいる男を演じるジャン・フェラは作曲家で、本作の挿入歌を演奏している。兵士を演じるジャン＝ポール・サヴィニャックは本作の助監督、けが人を演じるラズロ・サボはゴダール組の常連俳優である。アルベール・カミュやアンドレ・ブルトンと親交のあった哲学者ブリス・パランが、ナナと哲学を論じあう碩学として登場しているが、ゴダールの哲学の恩師である。
有名なのは、ナナが場末の映画館で、カール・テオドール・ドライヤーの『裁かるゝジャンヌ』（1928年、en:File:PassionJoanOfArc.png）を観て涙を落とすショット（en:File:Mylifetolive.jpg）である。のちにゴダールは、本作からちょうど40年が経過した2002年（平成14年）、10分の短篇映画『時間の闇の中で』の終り間際に、同ショットを直接モンタージュする。
ミッシェル・ルグランは、主題と11の変奏曲を作曲したが、ゴダールは1曲のみ選び、しかしそれを全編にわたり使用した。
1962年、イタリアのヴェネツィアで行なわれたヴェネツィア国際映画祭で、本作は金獅子賞にノミネートされコンペティションで正式上映された。結果、ゴダールは、パジネッティ賞および審査員特別賞の2賞を同時に獲得した。

## 構成
タブロー Les Tableaux
1. とあるビストロ - ナナはポールを棄ててしまいたい - 下にある機械
un bistrot - Nana veut abandonner Paul - l'appareil à sous
2. レコード屋 - 2,000フラン - ナナは自分の人生を生きている
le magasin de disques - deux milles francs - Nana vit sa vie
3. コンシェルジュ - ポール - 裁かるゝジャンヌ - あるジャーナリスト
la concierge - Paul - la passion de Jeanne d'Arc - un journaliste
4. 警察 - ナナの反対尋問
la police - interrogatoire de Nana
5. 外の大通り - 最初の男 - 部屋
les boulevards extérieurs - le premier homme - la chambre
6. イヴェットと会う - 郊外のとあるカフェ - ラウール - 外での銃撃
rencontre avec Yvette - un café de banlieue - Raoul - mitraillade dehors
7. 手紙 - またラウール - シャンゼリゼ
la lettre - encore Raoul - les Champs-Elysées
8. 午後 - 金銭 - 化粧室 - 快楽 - ホテル
les après-midi - l'argent - les lavabos - le plaisir - les hôtels
9. 若い男 - ルイジ - ナナは自分が幸せなのか疑問に思う
le jeune homme - Luigi - Nana se demande si elle est heureuse
10. 舗道 - あるタイプ - 幸福とは華やかなものではない
le trottoir - un type - le bonheur n'est pas gai
11. シャトレ広場 - 見知らぬ男 - ナナは知識をもたずに哲学する
place du Châtelet - l'inconnu - Nana fait de la philosophie sans le savoir
12. また若い男 - 楕円形の肖像 - ラウールは再びナナを売る
encore le jeune homme - le portrait ovale - Raoul revend Nana

## ストーリー
1960年代初頭のフランス、パリのとあるビストロ。ナナ・クランフランケンハイム（アンナ・カリーナ）は、別れた夫ポール（アンドレ・S・ラバルト）と、近況の報告をしあい、別れる。ナナは、女優を夢見て夫と別れ、パリに出てきたが、夢も希望もないまま、レコード屋の店員をつづけている。
ある日、舗道で男（ジル・ケアン）に誘われるままに抱かれ、その代償を得た。ナナは昔からの友人のイヴェット（ギレーヌ・シュランベルジェ）と会う。イヴェットは売春の仲介をしてピンハネして生きている。ナナにはいつしか、娼婦となり、知り合った男のラウール（サディ・ルボット）というヒモがついていた。ナナは無表情な女になっていた。
バーでナナがダンスをしているとき、視界に入ってきたひとりの若い男（ペテ・カソヴィッツ）。ナナの心は動き、若い男を愛しはじめる。そのころラウールは、ナナを売春業者に売り渡していた。
ナナが業者に引き渡されるとき、業者がラウールに渡した金が不足していた。ラウールはナナを連れて帰ろうとするが、相手は拳銃を放つ。銃弾はナナに直撃した。ラウールは逃走、撃ったギャングも逃走する。ナナは舗道に倒れ、絶命した。

## スタッフ
- 監督・脚本 : ジャン＝リュック・ゴダール
- 原案 : マルセル・サコット判事『売春婦のいる場所』（Où en est la prostitution、1959年）、エドガー・アラン・ポー『楕円形の肖像』（The Oval Portrait、1842年）
- 撮影監督 : ラウール・クタール
- 録音 : ギイ・ヴィレット、ジャック・モーモン
- 編集 : アニエス・ギュモ
- 音楽 : ミシェル・ルグラン、ジャン・フェラ
- スクリプター : シュザンヌ・シフマン
- 助監督 : ジャン＝ポール・サヴィニャック、ベルナール・トゥブラン＝ミシェル
- 製作主任 : ロジェ・フレトゥー
- プロデューサー : ピエール・ブロンベルジェ
- 製作 : レ・フィルム・ド・ラ・プレイヤード

## キャスト
- アンナ・カリーナ （ナナ・クランフランケンハイム）
- サディ・レボ （ラウール）
- アンドレ・S・ラバルト （ポール）
- ギレーヌ・シュランベルジェ （イヴェット）
- ジェラール・オフマン （シェフ）

- モニク・メシーヌ （エリザベート）
- ポール・パヴェル （ジャーナリスト）
- ディミトリ・ディネフ （ディミトリ）
- ペテ・カソヴィッツ （若い男）
- エリック・シュランベルジェ （ルイジ）
- ブリス・パラン （哲学者）
- アンリ・アタル （アルチュール）
- ジル・ケアン （最初の客）
- オディル・ジュフロワ （カフェのウェートレス）
- マルセル・シャントン （警官）
- ジャック・フロランシー （映画館のなかの男）

ノンクレジット
- アルフレ・アダン
- マリオ・ボッティ （イタリア人の男）
- ジャン・フェラ （ジュークボックスの前にいる男）
- ジャン＝リュック・ゴダール （ポーの書物を読む恋人の声）
- ジゼル・オシュコルヌ （コンシェルジュ）
- ジャン＝ポール・サヴィニャック （兵士）
- ラズロ・サボ （けが人）

## 評価
レビュー・アグリゲーターのRotten Tomatoesでは34件のレビューで支持率は88%、平均点は8.10/10となった。
オマージュ曲
甲斐バンド「男と女のいる舗道」(作詞・作曲甲斐よしひろ)

## 関連事項
- ジャン＝リュック・ゴダール監督作品一覧
- ジャン＝リュック・ゴダール出演作品一覧

## 関連書籍
- Marcel Sacotte, Où en est la prostitution, éditeur : Buchet Chastel, 1959.
- Edgar Allan Poe, The Oval Portrait, publish : Graham's Magazine, 1842.

エドガー・アラン・ポー『ポオ小説全集 - 4 探美小説』所収、谷崎精二訳、春秋社、1998年9月 ISBN 4393450345
- Émile Zola, Nana, Les Rougon-Macquart, 1880.

エミール・ゾラ『ナナ』、川口篤 / 古賀照一訳、新潮文庫、2006年12月 ISBN 4102116044

## 註
1. ↑  allcinemaサイト内の「女と男のいる舗道」の項に記述を参照。
2. ↑  Jean Douchet and Cédric Anger, French New Wave, ed. : Hazan, 1999, ISBN 1564660575.
3. ↑  “My Life to Live (It's My Life)”. Rotten Tomatoes.   Fandango Media. 2022年9月16日閲覧。
4. ↑  https://www.sankei.com/article/20191222-HADMSAWKC5MTBP7IWMZA7L5PLY/  さようなら、仏女優アンナ・カリーナ